# الکساندر مندی (بازیکن فوتبال، زاده ۱۹۸۳)
الکساندر مندی (انگلیسی: Alexandre Mendy؛ زادهٔ ۱۴ دسامبر ۱۹۸۳) بازیکن فوتبال اهل فرانسه است.
از باشگاه‌هایی که در آن بازی کرده‌است می‌توان به باشگاه فوتبال ملادا بولسلاف، باشگاه فوتبال چسترفیلد، باشگاه فوتبال هانزا روستوک، و باشگاه فوتبال زاربروکن اشاره کرد.